# Eddington (månekrater)
Eddington er en lavaoversvømmet rest af et nedslagskrater på Månen. Det befinder sig på Månens forside i den vestlige del af Oceanus Procellarum, og det er opkaldt efter den britiske astrofysiker og matematiker Arthur S. Eddington (1882 – 1944).
Navnet blev officielt tildelt af den Internationale Astronomiske Union (IAU) i 1964. 

## Omgivelser
Eddingtonkraterets vestlige rand er forbundet med kratervæggen i Struvebassinet. Mod øst-sydøst ligger det mindre, men fremtrædende Seleucuskrater. Syd for Eddington ligger Krafftkrateret.

## Karakteristika
Den sydlige og sydøstlige rand i Eddington er næsten helt forsvundet og har kun efterladt nogle få højderygge og forbjerge i maret, akkurat nok til at spore omridset af det oprindelige krater. Som følge heraf er Eddington nu nærmest en bugt i Oceanus Procellarum. Resten af randen er nedslidt og irregulær og danner en bue af bjerge, som er bredest mod nord. Kraterbunden er næsten uden kratere af betydning, men det næsten oversvømmede krater "Eddington P" ligger i den sydøstlige sektor. En eventuel tidligere central top er ikke længere at se.

## Satellitkratere
De kratere, som kaldes satellitter, er små kratere beliggende i eller nær hovedkrateret. Deres dannelse er sædvanligvis sket uafhængigt af dette, men de får samme navn som hovedkrateret med tilføjelse af et stort bogstav. På kort over Månen er det en konvention at identificere dem ved at placere dette bogstav på den side af satellitkraterets midte, som ligger nærmest hovedkrateret. Eddingtonkrateret har følgende satellitkratere:
| Eddington | Længde  | Bredde  | Diameter |
| --------- | ------- | ------- | -------- |
| P         | 21,0° N | 71,0° V | 12 km    |

## Måneatlas
- Billeder af Eddingtonkrateret i LPI-måneatlasset